# Joselyn Dumas
Joselyn Canfor Dumas (31 de agosto de 1980) es una actriz, productora y presentadora ghanesa. En 2014 protagonizó la comedia romántica A Northern Affair, un rol que le valió un galardón en los Ghana Movie Awards y una nominación a los Premios de la Academia del Cine Africano como mejor actriz.

## Filmografía

### Cine y televisión
| Año  | Título                          | Papel               |
| ---- | ------------------------------- | ------------------- |
| 2009 | Perfect Picture                 | Cameo               |
| 2009 | A Sting in a Tale               | Esi                 |
| 2011 | Adams Apples                    | Jennifer Adams      |
| 2011 | Bed of Roses                    | Doctora             |
| 2012 | Peep                            | Detective           |
| 2014 | A Northern Affair               | Esaba               |
| 2014 | Lekki Wives (segunda temporada) | Aisha               |
| 2014 | Love or Something Like That     | Dra. Kwaaley Mettle |
| 2014 | V Republic                      | Mansa               |
| 2015 | Silver Rain                     | Adjoa               |
| 2015 | The Cartel                      | Agente Naana        |
| 2017 | Potato Potahto                  | Lulu                |